# BCS National Championship Game
El BCS National Championship Game era el partido final del Campeonato de la División I de Fútbol Americano de la NCAA (Football Bowl Subdivision -FBS-), la principal liga universitaria estadounidense, entre las temporadas 2006 y 2013, inclusive. Se disputó por última vez el 6 de enero de 2014, siendo sustituido por el College Football Championship Game a partir de la temporada de 2014.

## Historia
La historia del título de campeón universitario de fútbol americano en los Estados Unidos había sido siempre oficiosa, ya que la NCAA no proclamaba un campeón, a diferencia de otros deportes. El campeón lo proclaman diferentes organizaciones independientes que llevaban a cabo encuestas, siendo históricamente el Associated Press College Poll y el USA Today Coaches' Poll las más importantes, y, desde 2004, el Harris Interactive College Football Poll en sustitución del Associated Press College Poll.
Para intentar terminar con las polémicas proclamaciones del campeón, se creó la Bowl Coalition (1992-1994) primero, la Bowl Alliance (1995-1997) después y las Bowl Championship Series (1998-2006) a continuación, pero no se conseguiría hasta 2006, con la aparición del BCS National Championship Game, la unificación de criterios para aceptar al vencedor de este partido como campeón nacional único e indiscutible. 
- Bowl Coalition (1992-1994). Enfrentaba a los campeones de conferencia contra el resto de mejores equipos de estas conferencias en seis partidos diferentes: Orange Bowl, Sugar Bowl, Cotton Bowl, Fiesta Bowl, Gator Bowl y Sun Bowl. Las conferencias incluidas eran SEC, Big 8, SWC, ACC y Big East, además del equipo independiente Notre Dame. Era muy criticado, principalmente porque dejaba fuera a los equipos de conferencias potentes como Big Ten y Pac-10 o equipos independientes como BYU.
- Bowl Alliance (1995-1997). Continuó el mismo sistema de la Bowl Coalition, añadiendo un equipo más por votación, que pasó a dos equipos en 1996 tras disolverse la SWC, y reduciendo el número de partidos a tres: Orange Bowl, Sugar Bowl y Fiesta Bowl. Solamente duró tres temporadas.
- Bowl Championship Series (1998-2006). Amplió dos conferencias más, la Big Ten y la Pac-10, otro par de equipos independientes y un partido más, el Rose Bowl, al sistema anterior (Bowl Alliance). Es decir, que el número de partidos se amplió a cuatro: Orange Bowl, Sugar Bowl, Fiesta Bowl y Rose Bowl. Siguió generando polémicas y disputas sobre cual era el campeón nacional. En particular, en la temporada 2003 volvió a haber desacuerdo y tanto LSU como USC reclaman el título.

Finalmente, en 2006 se añadió el BCS National Championship Game al calendario por consenso entre todos los equipos y organizaciones. Podía participar en él cualquier equipo de cualquier conferencia (o independiente) y se aceptaba, por todas las partes implicadas, al ganador como campeón de la NCAA. Participaban en él los equipos #1 y #2 del ranking al final de la temporada regular. El ranking se elaboraba, desde 2004, según un complejo sistema que calculaba la media de un ranking informático y de las votaciones con recuento Borda del Harris Interactive Poll y el USA Today Coaches Poll.
A partir de 2014 fue sustituido por el College Football Championship Game.

### Palmarés
| Temporada | Fecha               | Campeón       | Campeón | Finalista  | Finalista | Sede                                             |
| --------- | ------------------- | ------------- | ------- | ---------- | --------- | ------------------------------------------------ |
| 2006      | 8 de enero de 2007  | Florida       | 41      | Ohio State | 14        | University of Phoenix Stadium Glendale (Arizona) |
| 2007      | 7 de enero de 2008  | LSU           | 38      | Ohio State | 24        | Louisiana Superdome Nueva Orleans (Luisiana)     |
| 2008      | 8 de enero de 2009  | Florida       | 24      | Oklahoma   | 14        | Dolphin Stadium Miami Gardens (Florida)          |
| 2009      | 7 de enero de 2010  | Alabama       | 37      | Texas      | 21        | Estadio Rose Bowl Pasadena (California)          |
| 2010      | 10 de enero de 2011 | Auburn        | 22      | Oregón     | 19        | University of Phoenix Stadium Glendale (Arizona) |
| 2011      | 9 de enero de 2012  | Alabama       | 21      | LSU        | 0         | Mercedes-Benz Superdome Nueva Orleans (Luisiana) |
| 2012      | 7 de enero de 2013  | Alabama       | 42      | Notre Dame | 14        | Sun Life Stadium Miami Gardens (Florida)         |
| 2013      | 6 de enero de 2014  | Florida State | 34      | Auburn     | 31        | Estadio Rose Bowl Pasadena (California)          |

## Polémica
En contra de la disputa de un solo partido, siempre hubo opiniones a favor de que el campeón nacional saliese de una fase final disputada entre 8 o 16 equipos, al igual que se hace en otros deportes de la NCAA o como sucede con el propio fútbol americano en la Football Championship Subdivision (FCS) de la División I, que disputa la FCS National Football Championship entre 16 equipos, o como en las fases finales de las Divisiones II y III. 
Finalmente, a partir de la temporada 2014, se implantó este sistema de fase final, que pasó a denominarse específicamente College Football Playoff en inglés y decidirá los equipos que disputen la nueva final, denominada College Football Championship Game en inglés y que sustituye al BCS National Championship Game. El College Football Playoff será disputado por cuatro equipos, por lo que equivaldrá a una semifinal de campeonato. Estos cuatro equipos serán los vencedores de cuatro Bowls que irán rotando cada año entre estos seis:
- Rose Bowl
- Sugar Bowl
- Orange Bowl
- Cotton Bowl
- Fiesta Bowl
- Peach Bowl